# Bornerianum

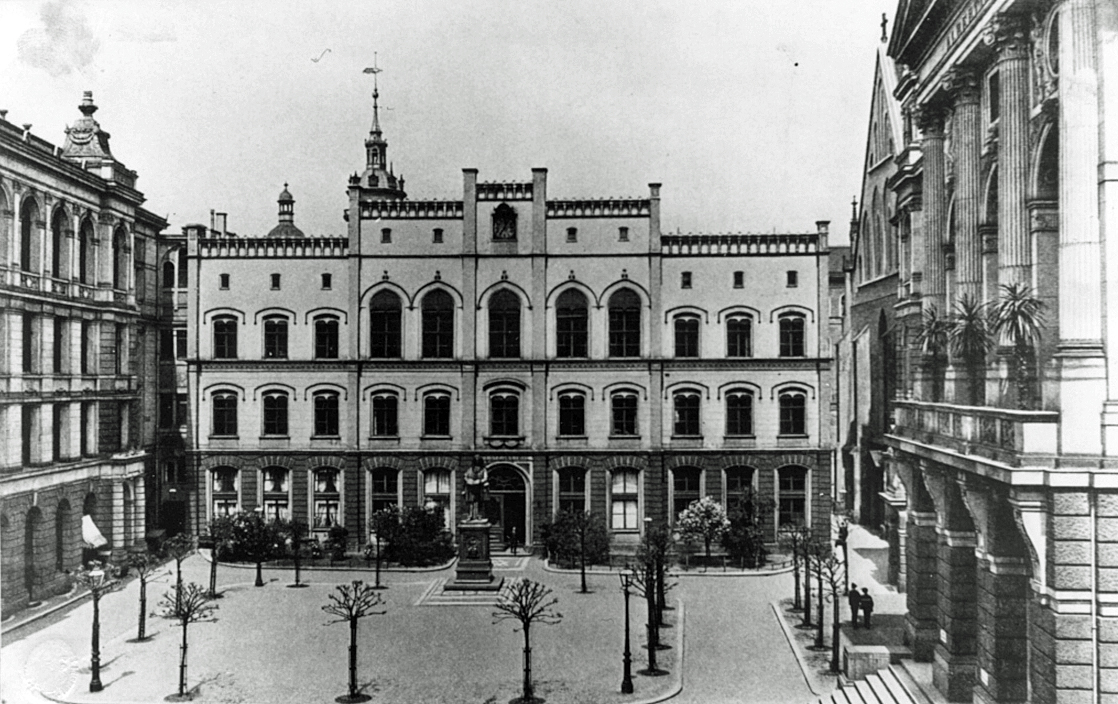
Das Bornerianum im Hof der Universität Leipzig um 1900

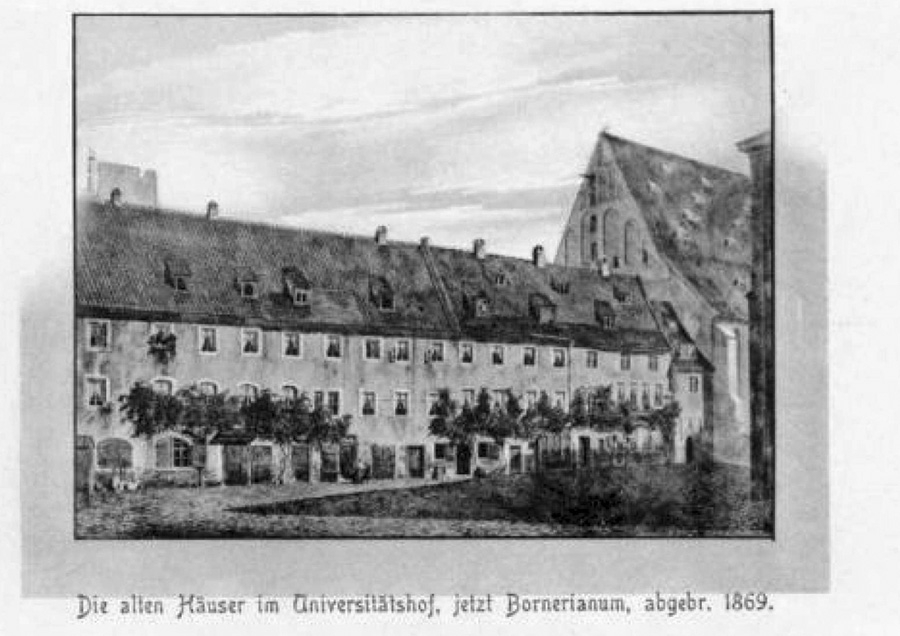
Die Vorgängerbauten des Bornerianums

Das Bornerianum war ein Gebäude der Universität Leipzig, das 1870/1871 von Johann Ernst Wilhelm Zocher errichtet und 1943 zerstört wurde.

## Geschichte
In den 1860er-Jahren herrschte an der Universität Leipzig ein Mangel an größeren Hörsälen. Deshalb wurde beschlossen, die noch aus dem Mittelalter stammenden und an die Universitätskirche anschließenden Häuser des ehemaligen Paulinerklosters abzureißen. An ihrer Stelle, also im Innenhof des Universitätsgeländes, wurde ab 1870 ein Neubau errichtet. Es entstand ein dreistöckiges Gebäude mit einer einfachen, elf Fensterachsen umfassenden Fassade zum Hof. Nach Westen hatte es Anschluss an das Hardtsche Haus (Teil des Fürstenhauses), während gegen die Universitätskirche ein Durchgang bestand. Im Sommer 1871 war der Bau abgeschlossen.
Neben seinen Hörsälen nahm das Gebäude das Germanistische Institut, das Philosophische Seminar und deren Bibliothek auf.
Bezüglich des Namens für das Haus wollte man an den ehemaligen Rektor der Universität Caspar Borner erinnern, unter dessen Ägide und durch dessen Initiative 1543/44 das säkularisierte Paulinerkloster nicht der Stadt Leipzig, sondern der Universität übereignet worden war. Man beantragte also beim sächsischen Kultusministerium den Namen „Bornerianum“, der auch genehmigt wurde.
Beim Bombenangriff vom 4. Dezember 1943 auf Leipzig wurde das Bornerianum vollständig zerstört und danach nicht wieder aufgebaut.